# Джордж Енгельманн
Джордж Енгельманн, Георг Енгельман (нім. Georg Engelmann, англ. George Engelmann; 2 лютого 1809 — 4 лютого 1884) — американський медик, ботанік, систематизатор кактусів.
Джордж Енгельманн народився в Німеччині, але майже все своє життя прожив в Америці в м. Сент-Луїс, що на річці Міссісіпі.
Будучи за освітою медиком, він прославився насамперед як фахівець з кактусів та інших рослин американських пустель.
Спочатку Енгельманн зацікавився кактусами як любитель, але через короткий час став висококваліфікованим фахівцем.
Він обробляв ботанічні збори, які збирали експедиції багатьох польових дослідників.
Свою шану перед нелегкою працею цих людей він висловлював в назвах рослин, увічнюючи таким чином імена першовідкривачів:
- Cylindropuntia bigelowii — на честь професора Джейкоба Бігелоу
- Cylindropuntia whipplei, Sclerocactus whipplei, Yucca wbipplei — на честь командира дослідницького топографічного загону Еміела Віплі (Amiel Weeks Whipple[en])
- Opuntia rafinesquei (синонім Opuntia humifusa Raf.) — на честь професора природної історії, натураліста й мандрівника з Філадельфії, сицилійця за походженням Костянтина Рафінеска.
- Echinocereus fendleri (Engelm.) Rumpler — на честь ботаніка Аугуста Фендлера (англ. Augustus Fendler (1813—1883)), що проводив ботанічні збори в Нью-Мексико, а також у Венесуелі
- Echinocereus berlandieri (Engelm. 1856) Palmer — на честь швейцарського ботаніка і письменника Джина Луї Берландіера (англ. Jean Louis Beriandier (1805—1851)), що проводив ботанічні збори в Техасі в долині річки Ріо-Гранде
- Bergerocactus emoryi і Ferocactus emoryi — на честь керівника топографічної служби прив'язки мексиканського кордону майора Вільяма Гемслі Еморі (1822 — 1887), що пройшов зі своїм загоном від Міссурі до Сан-Дієго в Каліфорнії, а потім уздовж всього нового кордону США з Мексикою
- Peniocereus greggii (Engelm.) Britton & Rose, Epithelantha micromeris var. greggii (Engelm.) Borg — на честь торговця, дослідника і натураліста-аматора Джозі Грегга (Josiah Gregg[en] (1806—1850))
- Corynopuntia schottii (Eng.) Knuth, Lophocereus schottii (Eng.) Br. & R. — на честь натураліста Артура С. В. Шотта (англ. Arthur С. V. Schott (1811—1875))
- Cylindropuntia thurberi (Eng.) Knuth, Marschallocereus thurberi (синонім Lemaireocereus thurberi) (Eng.) Back. — на честь експедиційного ботаніка з Нью-Йорка Джорджа Турбера (англ. George Thurber (1821—1890))
- Ferocactus acanthodes var. lecontei (Eng.) Lindsay — на честь біолога, ентомолога і картографа Джона Лоренса Ле Конта (1825—1883)
- Echinocactus parryi Eng. — на честь ботаніка, польового дослідника, англійця за походженням Чарлза Крістофера Паррі (1823—1890)
- Corynopuntia grahamii (Eng.) Knuch — на честь полковника служби військових топографів Джеймса Данкана Грехема (англ. James Duncan Graham (1799—1865)), який підтримував наукові дослідження
- Glandulicactus wrightii (Eng.) Back., Mammillaria wrightii Engelm. — на честь геодезиста і великого любителя ботаніки Чарльза Райта ((1811—1885)), який провадив ботанічні збори в Техасі. Пізніше його ім'ям був названий також цереус Leptocereus wrightii Leon
- Opuntia davisii Eng. — на честь військового міністра Джефферсона Девіса (1808—1889), під керівництвом якого здійснювалися дослідження з метою прокладки трансконтинентальної залізниці, згодом президента конфедератів
- Opuntia lindheimeri Eng. — на честь ботаніка німецького походження і безстрашного дослідника-одинака Фердинанда Ліндхаймера (Ferdinand Lindheimer[en] (1801—1879)).

Енгельманн також увічнив у назві кактуса ім'я німецького художника Паулюса Роеттера (англ. Paulus Roetter), який ілюстрував його роботу «Кактуси прикордоння» Echinocereus roetteri.
Центром, де накопичувалася вся інформація, Енгельман вибрав Міссурійський ботанічний сад в Сент-Луїсі. Сюди постійно приходили посилки з новими рослинами і описами. Колекція Енгельмана стала основою для колекції сукулентів в Міссурійському ботанічному саду, точно так само, як колекція Грея (англ. (Asa Gray)) — в Кембриджському.
Енгельман був не тільки таксономом, він також висловив чимало цінних припущень про взаємозв'язки між рослинами, чим справив великий вплив на К. Шумана при його систематиці кактусових.
За життя в період з 1845 до 1883 рр. Джордж Енгельманн опублікував 21 роботу з кактусів. Ще три роботи були опубліковані за рукописами після його смерті.
У цілому ним були описані понад сто нових видів кактусів і один новий рід — Echinocereus (1848).
У середині 19 століття, описані Енгельманном види, становили понад однієї чверті всіх відомих на той період кактусів.
Саме Енгельманн описав під назвою «цереус гігантський» (Cereus giganteus Eng.) Карнегію — Carnegiea gigantea — «ісп. Saguaro».
Він описав найрідкісніший з ехінокактусів Echinocactus parryi, а також 35 видів і різновидів роду Echinocereus, 3 види роду Echinomastus, Epithelantha micromeris і її різновид Epithelantha micromeris var. greggii, 11 видів і різновидів Ескобарій (Escobaria), 5 видів ферокактусів, у тому числі Ferocactus wislizenii, велика кількість мамілярій і 23 види опунцій з численними різновидами.
Публікація двох найзначніших робіт («Descriptions of the Cactaceae Collected on Route near the Thirty-fifth Parallel», 1856 і «Cactaceae of the Boundary», 1859) була оплачена урядом США. Майже дві третини всіх кактусів США були представлені в останній роботі, і опис кожного виду супроводжувалося чудовою гравюрою рослини.
Ще однією важливою роботою Дж. Енгельманна була «Synopsis of the Cactaceae of the United States and Adjacent Regions» (1856). У цій роботі в цілому згадані 130 видів кактусів і міститься дуже важлива інформація з біології і географічного поширення цих рослин.
Крім кактусів, Енгельманн виконав велику роботу із систематики юк і агав і опублікував у 1873 році відповідні роботи.
У 1862 році він був обраний членом Американського філософського товариства.
Іменем самого Енгельманна були названі Echinocereus engelmannii (Parry 1852) Rumpl., Opuntia engelnumnii SD, Carex engelmannii, Crataegus engelmannii, Salvia engelmannii, Picea engelmannii і Pinus engelmannii.
Вже через три роки після смерті Енгельманна, в 1887 р. американські вчені видали величезний 600-сторінковий том зібрання його творів, зробивши таким чином ці роботи доступними широкому колу ботаніків, що також зіграло важливу роль у поширенні знань про сукулентну флору американського «Південного Заходу».